# Glock 29
Die Glock 29 ist eine Selbstladepistole im Kaliber 10 mm Auto. Hersteller ist die österreichische Firma GLOCK Ges.m.b.H.
Das Modell gehört zu den Sub-Compact Pistolen von Glock, die speziell als Zweitwaffe und zum verdeckten Tragen entwickelt wurde. Technisch handelt es sich um eine Glock 20 mit verkürztem Lauf und Schlitten sowie einem um 1/3 verkürztem Griffstück. Um trotz des kurzen Griffs einen sicheren Halt zu gewährleisten, ist die Vorderseite des verkürzten 10-Schuss Magazins mit einer zusätzlichen Griffmulde ausgestattet, damit wie gewohnt alle Finger sicheren Halt haben.
Die Glock 29 kann auch mit dem 15-Schuss Magazin der Glock 20 geladen werden. In diesem Fall fehlt die zusätzliche Griffmulde und das Magazin steht aus dem Griff vor.